# Janez Drobnič
Janez Drobnič, slovenski politik, poslanec in sociolog, * 23. oktober 1957, Globel pri Sodražici.

## Življenjepis
Janez Drobnič, član stranke Nove Slovenije, je bil leta 2004 izvoljen v Državni zbor Republike Slovenije; v tem mandatu je bil član naslednjih delovnih teles:
- Komisija po Zakonu o nezdružljivosti opravljanja javne funkcije s pridobitno dejavnostjo (namestnik podpredsednika),
- Komisija za nadzor obveščevalnih in varnostnih služb,
- Odbor za delo, družino, socialne zadeve in invalide,
- Odbor za visoko šolstvo, znanost in tehnološki razvoj in
- Mandatno-volilna komisija.

Med 3. decembrom 2004 in 1. decembrom 2006 je bil minister za delo, družino in socialne zadeve Republike Slovenije; odstavljen je bil s interpelacijo kot prvi minister v 8. vladi Republike Slovenije.
Avgusta 2008 je vstopil v novo Krščansko demokratsko stranko (KDS).